# 北巴里奥 (巴拿马)
北巴里奥是巴拿马科隆省科隆区的一个城市，2010年是人口为20,579。 该市2000年时人口为30,385，1990年时人口为24,346。